# اناستاسيوس الثالث
البابا أناستاسيوس الثالث (865 - يونيو 913) كان البابا من أبريل 911 إلى حين وفاته في 913. كان  من مواليد روما  يعود نسبه في بعض المصادر إلى لوسيان؛ وهو نبيل روماني باعتراف والده، على الرغم من أن مصادر أخرى تؤكد أنه الابن غير الشرعي لسلفه البابا سرجيوس الثالث (904-911). لا شيء يذكر سجل بابويته سوى أنه تولى المنصب خلال فترة وقوع روما والبابوية تحت سلطة ثيوفيلاكت، كونت توسكولوم، وزوجته ثيودورا، الذين رشحا آناستاسيوس للباباوية. وخلال بابويته، تحول نورمان الرولو إلى المسيحية. كما واجه المسلمين، بعد أن وصلوا نهر غاريليانو.